# Stereograph (Beruf)
Der Stereograph fungiert als zusätzliches Mitglied am Set eines 3D-Films, wobei er die stereoskopische Herstellung überwacht und die 3D-Wirkung des Filmes inszeniert. Dabei gestaltet er gemeinsam und auf Augenhöhe mit Kameramann und Regisseur das stereoskopische 3D-Bild. Gleichzeitig ist er für die technische Umsetzung des Filmes mit Hilfe von 3D-Rigs (bei nativ gedrehten Filmen) oder mit Hilfe von digitalen technischen Hilfsmitteln (virtuelle 3D-Kameras bei computergenerierten Filmen) zuständig. Neben der Bezeichnung Stereograph finden sich auch hin und wieder die Schreibweise Stereograf oder die englische Bezeichnung Stereographer.

## Aufgaben des Stereographen
Der Stereograph trägt die künstlerische und technische Verantwortung für die dreidimensionale Umsetzung des Films. In Abhängigkeit von den Anforderungen der geplanten Einstellung gibt er den Abstand der beiden Kameras eines 3D-Systems zueinander vor und ist somit für die Bildgeometrie zuständig. Zudem trägt er die Verantwortung für die exakte Justierung der Kameras zueinander, die im 3D-Film von zentraler Bedeutung ist. Zusätzlich tritt er in vielen Abteilungen, wie beispielsweise Maske und Ausstattung, beratend in Aktion, um auf die Besonderheiten des 3D-Films im Gegensatz zum 2D-Film aufmerksam zu machen.
In der Regel zieht sich der Aufgabenbereich des Stereographen bis in die Postproduktion hinein. So kann er im sogenannten Depth Grading noch einmal auf die Wirkung des 3D-Bildes Einfluss nehmen und die Anschlüsse zwischen den einzelnen Filmszenen festlegen.
Mittels Festlegung der Brennweite, 3D-Vertigo-Effekt und Outscreen-Effekten kann der Stereograph die 3D-Wirkung der einzelnen Filmszenen beeinflussen.
In der 3D-Abteilung eines Filmes („3D Department“ oder „Stereoscopic Department“) arbeiten insbesondere bei größeren Produktionen neben dem Stereographen weitere 3D-Spezialisten wie der Convergence Puller, der 3D Vision Engineer oder der Rig Technician.

## Die Bedeutung des Stereographen
Selbst bei einigen Vertretern der Filmbranche ist der Beruf des Stereographen noch unbekannt. Dies ist darauf zurückzuführen, dass der Beruf noch vergleichsweise jung und ausschließlich in der Sparte des 3D-Films, über die im Allgemeinen noch viel Unwissenheit in der Filmbranche existiert, von Bedeutung ist. Allerdings findet die Bedeutung, die der Stereograph bei der Herstellung eines 3D-Filmes hat, allmählich mehr Anerkennung. So wird der Stereograph bei vielen Produktionen in den Main-Credits und sogar auf Filmplakaten genannt, was auf die Wichtigkeit und Eigenständigkeit des Stereographen bei der Entstehung des 3D-Films als Gesamtkunstwerk hinweist.

„Die Stereographie hat sich in den letzten Jahren von einem ursprünglich rein technischen zu einem technischen und inhaltlichen Berufszweig entwickelt, weil letzten Endes technische Entscheidungen Auswirkungen auf den Inhalt haben. ‚Pina‘ von Wim Wenders wäre nicht vorstellbar ohne den Stereographen Alain Derobe, der diesen Film gemacht hat.“

## Wichtige Vertreter dieses Berufs
- Richard Baker[13] (Gravity)
- Alain Derobe (Pina)
- Alonso Homs[14] (Der große Gatsby)
- Florian Maier (Wickie auf großer Fahrt)[15]
- Manning Tillman[16] (Life of Pi: Schiffbruch mit Tiger)
- Andrzej Waluk[17] (Die Vermessung der Welt)
- Angus Ward (Der Hobbit)[18]